# Tenofowir
Tenofowir – organiczny związek chemiczny z grupy fosfonianowych analogów nukleotydów sprzedawany przez Gilead Sciences pod nazwą handlową Viread. Należy do klasy leków antyretrowirusowych i jest nukleotydowym inhibitorem odwrotnej transkryptazy, kluczowego enzymu wirusów HIV-1 i HBV.

## Postacie leku
Ze względu na słabe wchłanianie stosowany jest w postaci proleków. Dizoproksyl tenofowiru, to związek, w którym grupa fosfonowa jest dodatkowo zestryfikowana dwiema resztami izopropyloksykarbonyloksymetylowymi (iPrOC(=O)OCH
2−). Po wniknięciu do komórki triester ten rozkłada się do aktywnego biologicznie tenofowiru. Postać farmaceutyczna proleku jest solą kwasu fumarowego. Dawkowany jest doustnie. Inna postać to alafenamid tenofowiru, prolek typu ProTide, w którym grupa fosfonianowa jest zestryfikowana grupą fenylową, a jednocześnie jest przekształcona w amid alaniny, której grupa karboksylowa jest dodatkowo zestryfikowana izopropanolem.

Proleki tenofowiru
dizoproksyl tenofowiru
alafenamid tenofowiru

Tenofowir jest również dostępny w połączeniu z emtrycytabiną pod nazwą handlową Truvada oraz w połączeniu z emtrycytabiną i efawirenzem pod nazwą handlową Atripla.